# Keith O'Brien
Keith Michael Patrick O'Brien, född 17 mars 1938 i Ballycastle, Antrim, Nordirland, död 19 mars 2018 i Newcastle upon Tyne, var en skotsk kardinal och ärkebiskop emeritus.

## Biografi
Keith O'Brien studerade vid Saint Andrew's College i Roxburghshire i Skottland och prästvigdes 1965.
I maj 1985 utnämndes O'Brien till ärkebiskop av St Andrews and Edinburgh och biskopsvigdes den 5 augusti samma år av kardinal Gordon Gray i Saint Mary's Cathedral i Edinburgh. Mellan 2002 och 2012 var O'Brien ordförande för Skottlands biskopskonferens.
Den 21 oktober 2003 upphöjde påve Johannes Paulus II O'Brien till kardinal med Santi Gioacchino e Anna al Tuscolano som titelkyrka. O'Brien deltog i konklaven 2005, vilken valde Benedikt XVI till ny påve.
I februari 2013 rapporterade The Observer, att O'Brien anklagades för "olämpliga handlingar" med tre yngre präster och en före detta präst under 1980-talet. Den 20 mars 2015 meddelade Vatikanen att O'Brien fortfarande skall vara kardinal, men att han fråntas sina rättigheter och skyldigheter som kardinal, i synnerhet deltagande i konklav.